# Pont sur le Rhin à Cologne
Pont sur le Rhin à Cologne est un tableau du peintre expressionniste allemand Ernst Ludwig Kirchner réalisé en  1914. Il appartient au cycle des scènes de rue de l'artiste (1913 à 1915). Il montre le Pont Hohenzollern de Cologne, vu depuis Deutz avec une perspective sur les tours de la Cathédrale de Cologne.

## Description
Le tableau est signé en bas à droite  E. L. Kirchner  et porte le numéro d'inventaire A II 319 de la Nationalgalerie. Sur le dos de la toile, il y a une autre peinture intitulée Jeune fille à la plage de 1913.
Le tableau restitue exactement la perspective du pont sur la cathédrale en arrière-plan sur le point de fuite. Le pont, alors construit depuis trois ans, comportait avant sa destruction partielle par les troupes allemandes en retraite en 1945, à côté du pont ferroviaire à quatre voies ferrées, un pont latéral en amont réservé au trafic automobile et aux piétons. C'est sur ce passage piétonnier, entre les arches, que sont représentés plusieurs personnages : une femme qui porte un vêtement rouge clair avec un chapeau assorti ; plusieurs hommes sont esquissés dans la lumière du jour. Depuis sa reconstruction, le pont n'est accessible qu'aux trains et aux piétons.
Le chemin de fer est visible sur le côté droit avec une locomotive à vapeur. Sur le côté gauche, on distingue également plusieurs personnes sur la voie.

## Interprétation
Kirchner lui-même décrit son rapport avec la dynamique de la grande ville comme "extatique“. La traversée du Rhin près de la cathédrale de Cologne était alors, peu  avant la  Première Guerre mondiale un passage obligé avec un important trafic. Le vieux Pont de la cathédrale ne suffisait plus à absorber le trafic ; c'est pourquoi un pont beaucoup plus grand avait été construit.
De la frénésie de la grande ville, découle chez Kirchner un style nerveux et sommaire. Les personnages sont schématiquement représentés. La symbolisation du présent se montre dans l'étroitesse de la construction métallique  avec des arches aux angles pointus. L'historien de l'art nord-américain Donald Edward Gordon, éditeur du catalogue des œuvres de Kirchner, écrit que "la dynamique spatiale du tableau permet d'établir un parallèle avec le Futurisme". Cependant il ne s'agit pas d'une fixation sur la représentation  de la technique industrielle comme ce sera le cas plus tard dans les tableaux de Joseph Stella, qui représentent le Pont de Brooklyn. Kirchner montre davantage comment les  personnages malingres sont "soumis à la mesure de la technique".
L'irruption soudaine de la perspective, au travers des arches, amène les gens au premier plan du tableau. Les couleurs se compose de fines Lavandes officinales qui sont imbriquées ce qui renvoie au tableau  de la Potsdamer Platz qui sera réalisé plus tard par Kirchner..